# Ridotto nazionale
Il Ridotto Nazionale Svizzero (in tedesco Schweizer Reduit, in francese Réduit national, in romancio Reduit nazional) è stato un sistema di fortificazioni e postazioni difensive costruite a partire dalla fine dell'800 per difendere la montuosa parte centrale della Svizzera nel caso di un'invasione straniera. 
Durante i primi anni della seconda guerra mondiale furono massicciamente ampliate le opere difensive e furono ridefinite le strategie generali per fare fronte ad un'eventuale invasione tedesca, di fronte alla quale poche divisioni svizzere avrebbero dovuto rallentare l'avanzata tedesca nelle pianeggianti zone di confine, dando così tempo al grosso delle forze armate di ritirarsi all'interno del Ridotto.
A partire dagli anni '90, a seguito del collasso dell'Unione Sovietica e della conseguente scomparsa del pericolo di un'invasione da parte del Patto di Varsavia, la maggior parte delle fortificazioni sono state gradualmente abbandonate.

## Storia

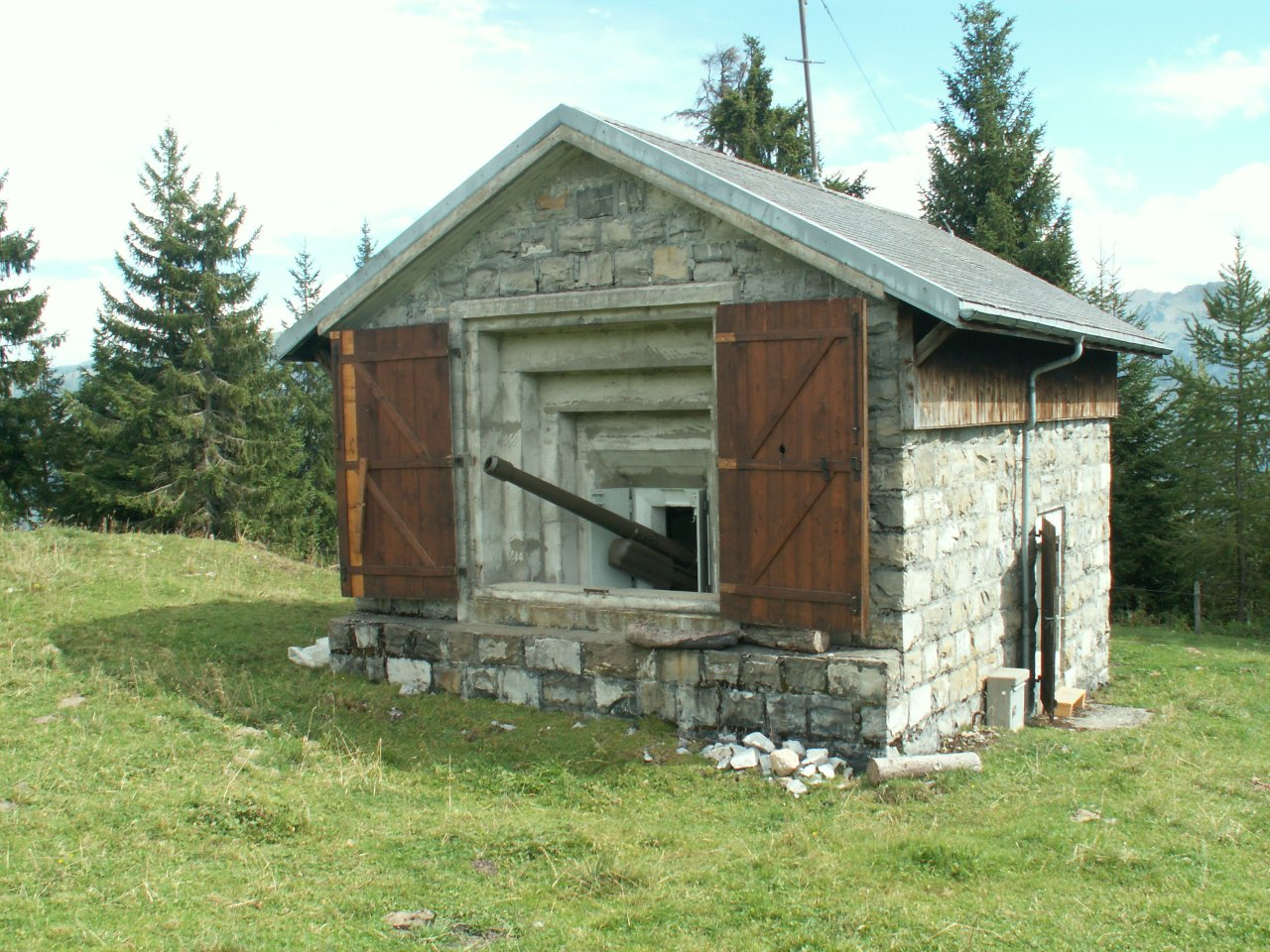
Esempio di piccolo bunker

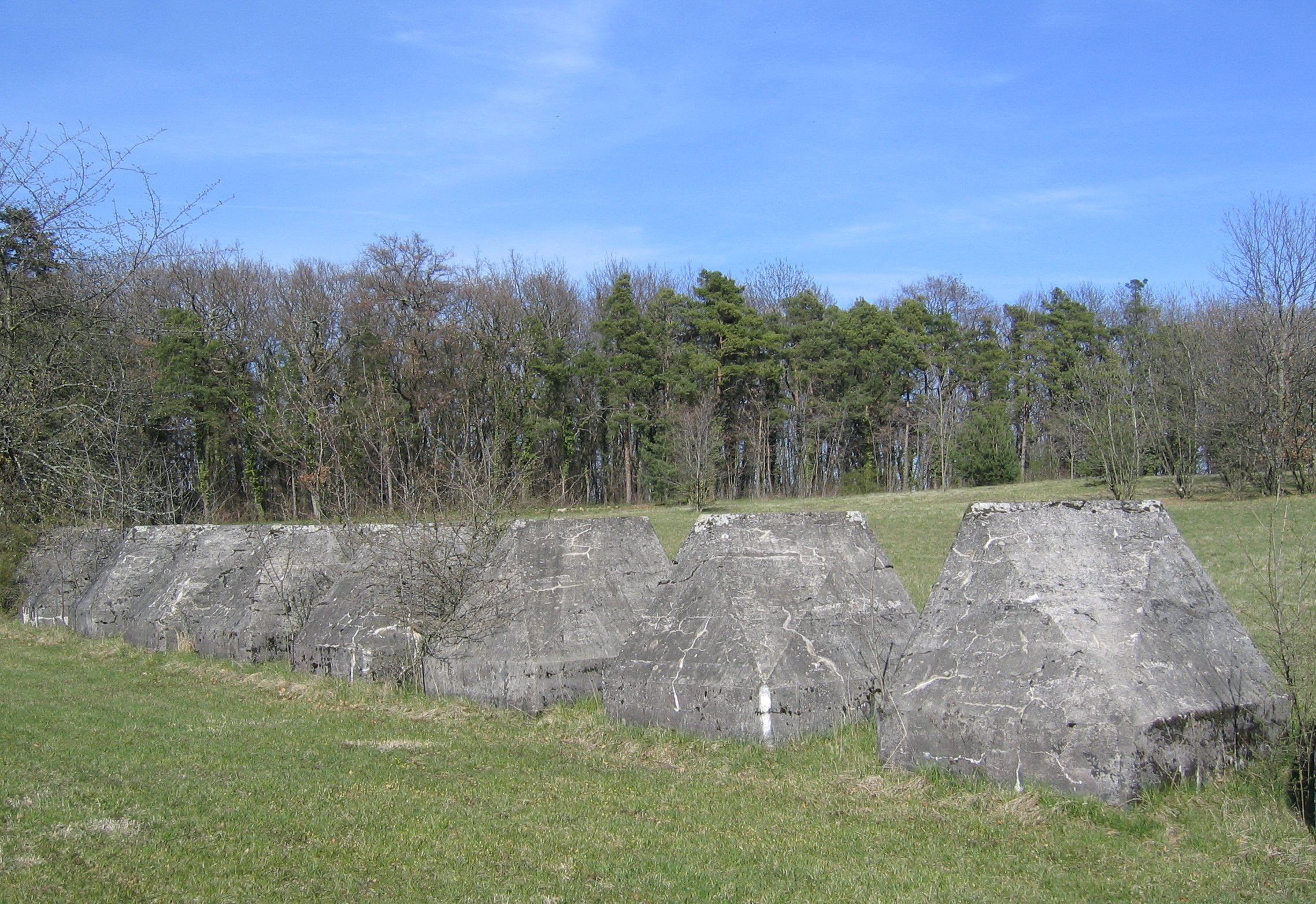
Un tipico ostacolo anticarro svizzero: il Toblerone

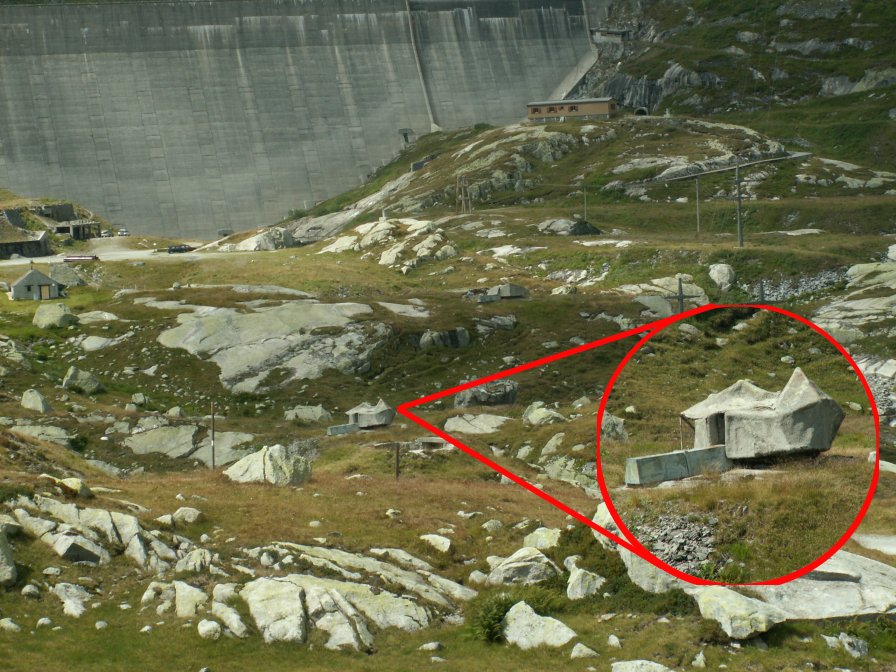
Un esempio di ostacolo attivo, un cannone da 105 mm camuffato presso la diga di Lucendro vicino al passo del San Gottardo

La strategia di difesa fu ideata dal generale Henri Guisan, e consisteva in un determinato ordine di ripiegamenti delle truppe elvetiche all'interno della regione alpina in caso di invasione, spostando quindi gli eventuali combattimenti in zone montane.
Inoltre la stessa idea del generale Guisan prevedeva la distruzione delle trasversali alpine, ostacolando i principali passi, agevolando quindi la difesa del territorio dato che in un terreno montano non vi sono possibilità di aggiramenti. Naturalmente questo piano prevedeva l'abbandono di parti del territorio svizzero senza aver combattuto. Anche per questo motivo il piano del generale fu all'inizio accolto con qualche ostilità.
Nonostante ciò il generale Guisan ottenne l'autorizzazione dal Consiglio federale per l'inizio della sua costruzione, con l'idea di aggiungere alcune specifiche piazzeforti come cardine della difesa del Ridotto: Sargans, Saint-Maurice e Gottardo. Tra il 1939 e il 1945 per la costruzione, armamento e manutenzione dell'intera struttura si indicarono cifre di 2.142.449.000 franchi svizzeri.
Fin dalla capitolazione della Francia nel giugno del 1940, l'Alto comando tedesco (Oberkommando der Wehrmacht o OKW) mise al lavoro i suoi strateghi per un'ipotetica invasione della Svizzera, pensando alla "Operazione Tannenbaum".
Le truppe elvetiche quindi dal luglio 1940 fino all'armistizio dell'autunno del 1944 si trovarono accerchiate dalle truppe delle Potenze dell'Asse. Fu quindi deciso un iniziale ripiegamento delle forze nei territori più interni, con l'esercito pronto a difendersi in caso d'attacco.
Nel maggio del 1941 tutte le 9 divisioni avevano completato i loro lavori di scavo e costruzione, e iniziarono quindi i trasferimenti di truppe e scorte all'interno dell'area del Ridotto: nel 1942 quasi tutto l'esercito era al suo interno.
A partire dalla fine di dicembre 2011, dopo circa 70 anni, è stato definitivamente abbandonato l'uso delle ultime fortezze d'artiglieria.

## Armamenti
Al ridotto in totale furono assegnati:
- 1.350 mitragliatrici
- 80 cannoni da 47 mm
- 80 cannoni da 75 mm a 150 mm

## Cinema
La televisione svizzera SRF ha girato una fiction all'interno di un'opera del Ridotto.